# Хуст
Хуст (укр. Хуст) — город в Закарпатской области Украины. Административный центр Хустского района и Хустской городской общины. Третий по численности населения город области.

## Географическое положение
Город расположен у подножия Украинских Карпат в месте впадения реки Рика в Тису.

## Население
Согласно всеукраинской переписи населения 2001 года, в Хусте насчитывалось 31,9 тысячи жителей, основными национальностями из которых являются:
- украинцы — 28,4 тыс. (89,3 %)
- венгры — 1,7 тыс. (5,4 %)
- русские — 1,2 тыс. (3,7 %)
- цыгане — 0,1 тыс. (0,4 %)

### Языковой состав
Родной язык населения по данным переписи 2001 года:
| Язык       | Численность, чел. | Доля     |
| ---------- | ----------------- | -------- |
| Украинский | 25 765            | 90,22 %  |
| Венгерский | 1 356             | 4,75 %   |
| Русский    | 1 167             | 4,08 %   |
| Другое     | 271               | 0,95 %   |
| Итого      | 28 559            | 100,00 % |

Украинский язык является официальным и основным языком города.

## История
Хустский замок был основан венгерским королём Ласло I Святым в 1090 году для защиты от вторжений половцев, но был разрушен во время монгольского вторжения в Венгрию и перестроен в 1318 году. Первое упоминание о собственно городе Хусте, возникшем как посад возле замка, относится к 1329 году, когда Хуст и Тячев получили от короля Карла Роберта привилегии и статус «королевских городов».
В 1458 году король Матьяш Корвин заключил в Хустском замке своего дядю, мятежного Михая Силади. Во время восстания Дьёрдя Дожи (1514) район Хуста был охвачен активным крестьянским движением, и восставшим крестьянам удалось на некоторое время захватить крепость. В результате поражения Венгерского королевства от Османской империи при Мохаче (1526) Хуст стал частью княжества Трансильвания. В 1546 году император Фердинанд I отбил город у Трансильвании. В 1594 году Хуст был разорён крымскими татарами, но взять крепость им так и не удалось. В дальнейшем замок подвергался осаде в 1644 году армиями Дьёрдя I Ракоци, в 1657 — польскими и в 1661—1662 — турецкими войсками.
17 августа 1703 года Хустский замок был занят восставшими войсками Ференца II Ракоци, состоявшими как из венгерского, так и из славянского населения, и именно здесь была провозглашена независимость Трансильвании. Хуст был последним оплотом повстанцев-куруцев, продолжавшим сопротивляться Габсбургам и капитулировал уже после капитуляции основных сил в Сатмаре в 1711 году.
Серьёзно повреждённый Хустский замок 3 июля 1766 года был поражён молнией (которая попала в пороховой склад), в 1788 упала его башня.
По состоянию на 1910 год в Хусте проживало 10 292 человек, из них 5230 русинов, 3505 венгров и 1535 немцев.
18 октября 1918 года видные политики украинских партий, деятели культуры и церкви создали в Хусте Народную Раду, которая должна была действовать как представительский орган и объявила о намерении объединить все западно-украинские земли Австро-Венгерской империи в одно целое. 21 января 1919 года в Хусте собрался Всенародный конгресс венгерских русинов, на котором было принято решение о воссоединении Закарпатской Украины с Великой Украиной.
В 1919 году в городе была установлена советская власть (Венгерская советская республика), но 18 апреля 1919 года он был захвачен войсками Румынии и вместе со всей Подкарпатской Русью (современная территория Закарпатья) передан Чехословакии по Трианонскому мирному договору. В результате раздела комитата Мармарош между Чехословакией и Румынией, административным центром его чехословацкой части стал Хуст, что вызвало бурное развитие города в 1920—1930-е годы. 17 января 1932 года в Хусте были голодные волнения, подавленные жандармами.
В Хусте в 1938—39 годах был двор Апостольского Администратора Мукачевской епархии, выходил 'дневник «Новая Свобода»' и действовал театр «Новая Сцена».
По решению Первого Венского арбитража (1938) равнинная часть Закарпатья с крупнейшими городами Ужгородом и Мукачевым была передана Венгрии, и автономное правительство Подкарпатской Руси с остальными административными структурами было вынуждено 10 ноября 1938 покинуть Ужгород и избрать своей столицей третий по величине центр — Хуст. 15 марта 1939 здесь Августином Волошиным была провозглашена независимость Карпатской Украины, но в тот же день венгерские войска заняли город. После венгерской оккупации свыше 75 тысяч закарпатцев перешли на территорию УССР.
Во время войны из Закарпатья немецкими войсками из Хуста в лагеря и на принудительные работы было вывезено более 8 тысяч человек, в том числе вся еврейская община. Вместе с тем, в Хусте с самого начала оккупации развернулось антифашистское движение, одним из представителей которого был уроженец Изы поэт-антифашист Дмитрий Вакаров, казнённый венгерской администрацией за свою деятельность. В августе 1943 на горе Манчул (север современного Хустского района) высадилась советская парашютно-десантная группа под командованием венгерского антифашиста Ференца Патаки. Город был освобождён 17-м стрелковым корпусом 4-го Украинского Фронта 24 октября 1944.
30 ноября 1945 года здесь началось издание районной газеты.
В 1946 году Хуст получил статус города.
В 1978 году здесь действовали Теребля-Рикская ГЭС, лесокомбинат, экспериментальный камнеобрабатывающий завод, керамический завод, завод стройматериалов; фетро-фильцевая фабрика, обувная фабрика, фабрика художественных изделий, несколько предприятий пищевой промышленности, лесотехникум, медицинское училище, культурно-просветительское училище, историко-революционный музей и туристическая база.
В январе 1989 года численность населения составляла 31 287 человек, в это время основой экономики являлись лесокомбинат, предприятия пищевой промышленности, Теребовля-Рикская ГЭС и туризм.
В мае 1995 года Кабинет министров Украины утвердил решение о приватизации находившихся в городе фетро-фильцевой фабрики, завода «Техномаш», завода стройматериалов, АТП-12141, дорожного ремонтно-строительного управления № 92, райсельхозтехники, консервного завода, в июле 1995 года было утверждено решение о приватизации маслосырзавода.

## Экономика
В Хусте работают фетро-фильцевальная и обувная фабрики, мебельный комбинат, кирпично-черепичный завод, предприятия пищевой промышленности, 8 средних школ и венгерская школа, лесотехнический техникум, медицинская и культурно-образовательные школы.
На окраине города существует страусиная ферма.

## Транспорт
Железнодорожная станция на линии Батево — Солотвина.

## СМИ[18]

### Радиостанции
- 89,1 МГц — Радіо Хуст

## Культура и достопримечательности
Рядом с Хустом находится знаменитая Долина нарциссов.
В городе сооружён памятник воинам Советской Армии и партизанам, погибшим в годы Великой Отечественной войны, поэту-антифашисту Дмитрию Вакарову, писателю, общественному и культурному деятелю, педагогу XIX века Александру Духновичу. В Давыдкове, ныне входящем в Хуст, родился известный учёный, воспитатель и друг семьи Н. В. Гоголя, член российской академии наук Иван Орлай.
Сейчас в городе работают два профессионально-технических лицея, два колледжа, Закарпатский лесотехнический техникум, филиал Львовской политехники, филиал Дрогобычского педагогического университета, собственный Карпатский институт предпринимательства.
|                                                        |                     |                |                 |                                                     |
| Городской совет Хуста, образец чешского функционализма | Краеведческий музей | Хустский замок | Чешский квартал | Мемориал жертвам холокоста в Хусте (Холон, Израиль) |

Проводится реконструкции парка отдыха и центральной части города. Реконструирован сквер на площади Богдана Хмельницкого.

## Города-побратимы
Следующие города являются побратимами Хуста:
- Сигету-Мармацией, Румыния
- Леско, Польша
- Ньирбатор, Венгрия
- Хрубешув, Польша
- Хелм, Польша
- Ждяр-над-Сазавоу, Чехия
- Комаров, Венгрия
- Снина, Словакия
- Липаны, Словакия